# Crassula colorata
Crassula colorata är en fetbladsväxtart som först beskrevs av Christian Gottfried Daniel Nees von Esenbeck, och fick sitt nu gällande namn av Carl Hansen Ostenfeld. Crassula colorata ingår i släktet krassulor, och familjen fetbladsväxter.

## Underarter
Arten delas in i följande underarter:
- C. c. acuminata
- C. c. miramiae